# Volo suborbitale
Un volo suborbitale è un volo che raggiunge lo spazio, ma la cui orbita interseca l'atmosfera o la superficie del corpo da cui è partito il volo, non riuscendo quindi a compiere una completa rivoluzione.
Per esempio, un oggetto lanciato dalla terra che raggiunga i 100 km sul livello del mare, e che poi precipiti nuovamente sulla terra, compie effettivamente un volo suborbitale. Alcuni voli suborbitali sono stati intrapresi per testare veicoli spaziali e razzi vettori per successivi voli orbitali. Altri veicoli sono specificamente progettati solo per effettuare voli suborbitali; esempi includono veicoli con pilota come lo X-15 o lo SpaceShipOne, e veicoli senza pilota come i missili balistici intercontinentali (ICBM) e i razzi da ricerca.
I voli suborbitali sono distinti dai voli che riescono a raggiungere un'orbita, ma poi utilizzano dei retrorazzi per uscire dall'orbita prima di completare un intero periodo orbitale. Quindi i voli del Sistema di Bombardamento Orbitale Frazionale (Fractional Orbital Bombardment System) non sono considerati come suborbitali, ma semplicemente voli verso un'orbita terrestre bassa (LEO).

## Requisiti di altitudine
Per definizione, un volo suborbitale (in partenza dalla terra) raggiunge un'altitudine superiore ai 100 km sul livello del mare. Questa altitudine, nota come la linea di Kármán, fu scelta dalla Fédération Aéronautique Internationale perché corrisponde più o meno al punto dove un velivolo con una velocità tale da sostentarsi con la portanza dell'atmosfera terrestre inizierebbe a volare più velocemente della velocità orbitale.

## Orbita
Durante la caduta libera, la traiettoria è parte di un'orbita ellittica descritta da un'equazione orbitale. La distanza del perigeo è minore del raggio della terra, dunque l'ellisse interseca la terra, e quindi il velivolo non riesce a completare un'orbita. L'asse maggiore è verticale, l'asse semi-maggiore e più di metà del raggio della terra, e quasi sempre meno del raggio.

## Velocità, distanza orizzontale, altitudine
Per minimizzare il delta-v richiesto (una quantità astrodinamica che indica il carburante impiegato in manovre orbitali), la parte del volo a più alta quota è effettuata con il motore del razzo spento (questa è tecnicamente chiamata caduta libera anche per la parte ascendente della traiettoria). La massima velocità in un volo è ottenuta alla più bassa altitudine di questa traiettoria in caduta libera, sia quando il velivolo sta ascendendo che quando sta discendendo.
Se lo scopo del volo è semplicemente di raggiungere lo spazio, ad esempio per concorrere per il Premio Ansari X, uno spostamento orizzontale non è richiesto. In questo caso il più basso delta-v richiesto è di circa 1,4 km/s per un volo suborbitale con velocità massima di circa 1 km/s. Volando più lentamente e con minore caduta libera, necessiterebbe di un maggiore delta-v.
Si confrontino questi dati con i voli orbitali: un'orbita terrestre bassa (LEO), con un'altitudine di circa 300 km, ha bisogno di una velocità di circa 8 km/s, e richiede un delta-v di circa 10 km/s.
Per voli suborbitali che coprano una distanza orizzontale, la massima velocità e il delta-v richiesto sono intermedi fra quelli per un volo verticale ed una LEO. La velocità massima nelle parti più basse della traiettoria è ora composta da una componente orizzontale ed una verticale. Più è elevata la distanza orizzontale percorsa, più elevate saranno entrambe le velocità e l'altitudine massima. Per il razzo V-2, che raggiungeva di poco lo spazio con una distanza percorsa di circa 330 km, la velocità massima era di 1,6 km/s. La SpaceShipTwo, che è in via di sviluppo, avrà una simile orbita in caduta libera, ma la velocità massima annunciata è di 1,1 km/s (forse a causa di uno spegnimento del motore ad un'altezza più elevata).
Per quanto riguarda distanze percorse ancora maggiori, a causa dell'orbita ellittica, la massima altitudine può essere anche molto più elevata di quella di una LEO. In un volo intercontinentale, come quello di un missile balistico intercontinentale o di un possibile futuro veicolo spaziale commerciale, la velocità massima è di circa 7 km/s, e la massima altitudine di circa 1200 km. Si noti che un volo intercontinentale ad un'altitudine di 300 km necessiterebbe di un delta-v maggiore di quello di una LEO.
Ogni volo che ritorni alla superficie, inclusi i voli suborbitali, subisce il rientro atmosferico. La velocità all'inizio del rientro è sostanzialmente la massima velocità del volo. Il riscaldamento aerodinamico causato varierà di conseguenza: è molto meno per un volo con velocità massima di soli 1 km/s rispetto a quello subito da un volo con velocità massima di 7 o 8 km/s.

## Durata del volo
In un volo verticale ad altitudini non troppo elevate, il tempo della caduta libera corrisponde sia per la parte ascendente che per quella discendente alla velocità massima divisa per l'accelerazione di gravità; quindi con una velocità massima di 1 km/s in totale la durata del volo sarebbe di 3 minuti e 20 secondi. La durata del volo prima e dopo la caduta libera può variare.
Per un volo intercontinentale, la fase propulsiva dura dai 3 ai 5 minuti, la caduta libera (la parte centrale del volo) circa 25 minuti. Per un ICBM, la fase di rientro dura circa 2 minuti; questa fase è invece più lunga per qualsiasi volo con atterraggio morbido, come per un possibile futuro volo commerciale.
I voli suborbitali possono durare molte ore. La sonda spaziale Pioneer 1 fu la prima sonda della NASA che doveva raggiungere la Luna. Un fallimento parziale invece le fece seguire una traiettoria suborbitale, con la quale rientrò nell'atmosfera terrestre 43 ore dopo il lancio.

## Profili di volo
Nonostante ci siano molteplici possibili profili per un volo suborbitale, alcuni di questi sono più comuni di altri.

### Missili balistici
I primi veicoli suborbitali che raggiunsero lo spazio furono i missili balistici. Il primo missile balistico a raggiungere lo spazio fu il V-2 dei Nazisti all'inizio del 1944 (la data precisa è incerta), che raggiunse un'altitudine di 189 km. Quello fu il primo oggetto costruito dall'uomo a raggiungere lo spazio. Negli anni '50, gli Stati Uniti e l'URSS svilupparono dei Missili Balistici Intercontinentali (ICBM) di gittata molto maggiore. Oggigiorno ci sono molte nazioni che possiedono degli ICBM ed ancor più che possegono dei missili balistici a medio raggio (Intermediate Range Ballistic Missiles, IRBM).

### Voli turistici
Il turismo spaziale cercherà inizialmente di giungere ad un'altitudine richiesta per poter essere classificato come volo spaziale. La traiettoria di volo sarà probabilmente o verticale o comunque molto ripida, con il velivolo che atterra nello stesso sito del decollo.
Il velivolo probabilmente spegnerà i propri motori molto prima di raggiungere l'altitudine massima e quindi rallenterà progressivamente fino al punto più elevato della traiettoria. Per qualche minuto, dal momento in cui i motori vengono spenti fino al punto in cui l'atmosfera inizia a rallentare l'accelerazione verso il basso, i passeggeri potranno provare la sensazione di assenza di peso.
Nel 2004, un certo numero di compagnie ha lavorato su velivoli di questo tipo per la competizione Premio Ansari X. SpaceShipOne è stata dichiarata ufficialmente come vincitrice della competizione da Rick Searfoss il 4 ottobre 2004, dopo aver completato due voli in due settimane.
Nel 2005, Sir Richard Branson del Virgin Group ha annunciato la creazione della Virgin Galactic e il suo programma per la creazione di un velivolo da 9 posti di tipo SpaceShipTwo chiamato VSS Enterprise.

### Esperimenti scientifici
Un altro uso frequente dei velivoli suborbitali consiste nei razzi per ricerca scientifica. I voli scientifici suborbitali iniziarono negli anni '20 quando Robert Goddard lanciò il primo razzo a propellente liquido, che però non raggiunse lo spazio. I voli dei razzi moderni iniziarono al termine degli anni '40 usando dei velivoli derivati dai missili balistici V-2 dei Nazisti. Oggi ci sono dozzine di differenti razzi sul mercato, prodotti da una grande varietà di industrie in varie nazioni. I razzi impiegati per voli suborbitali di ricerca scientifica vengono detti razzi-sonda. Tipicamente, i ricercatori vogliono condurre degli esperimenti in condizioni di microgravità o al di sopra dell'atmosfera. Sono state riportate numerose offerte da parte di ricercatori desiderosi di condurre esperimenti sullo SpaceShipOne, ma le offerte sono state rimandate fino alla prossima versione del velivolo .

### Voli intercontinentali
Un altro mercato promettente per i velivoli spaziali suborbitali sono i voli intercontinentali. Ricerche come quelle effettuate per il progetto X-20 Dyna-Soar suggeriscono che un volo suborbitale semi-balistico potrebbe viaggiare dall'Europa al Nord America in meno di un'ora.
La dimensione del razzo necessaria per ottenere questo tipo di volo, relativamente al carico utile, è simile a quella di un ICBM. Gli ICBM hanno un delta-v minore di quello necessario per raggiungere un'orbita, e quindi questo sarebbe un fattore di costo inferiore.
Per questo, a causa dell'alto costo, questo utilizzo verosimilmente sarà limitato a voli con carico di alto valore ed urgenza, come i voli corriere, oppure potrebbe essere considerato come la più avanzata forma di business jet; oppure potrebbe essere considerato come uno sport estremo e per operazioni militari di rapido impiego.

### Raggiungere l'orbita
Gli operatori commerciali potrebbero usare i voli suborbitali per ottenere costanti progressi fino ad ottenere un volo orbitale. I velivoli di test potranno raggiungere velocità sempre più alte, fino a raggiungere l'orbita terrestre bassa. Tuttavia, c'è un grande dibattito a proposito della validità di questo approccio, vista la grande differenza di scala dei due problemi (volo suborbitale e volo orbitale). Comunque, esistono effettivamente dei progetti ad ala fissa e singolo stadio come Skylon, quindi questo approccio potrebbe non essere così impercorribile.

#### Cavi trainanti
È stato proposto di usare dei cavi trainanti (tethers), per portare in orbita dei carichi utili in traiettoria suborbitale. Per esempio una stazione spaziale orbitante potrebbe estendere un cavo, e un velivolo suborbitale potrebbe avvicinarsi ed agganciarsi. Se fosse fattibile, questo metodo sarebbe molto meno costoso di dover lanciare direttamente in orbita con dei razzi dei carichi utili..

## Principali voli suborbitali (senza pilota)
- All'inizio del 1944 (la data non è certa) un razzo di test V-2, lanciato da Peenemünde in Germania raggiunse i 189 km di altitudine: questo fu il primo volo suborbitale.
- L'8 settembre 1944, per la prima volta un missile balistico (un V-2, lanciato dalla Germania) colpisce il proprio bersaglio: Chiswick, a Londra, in Inghilterra. Tre civili vennero uccisi e diciassette furono feriti dall'esplosione che lasciò un grande cratere. Nel settembre 1944, i V-2 raggiungevano regolarmente Mach-4 durante la discesa finale.
- Il Bumper 5 era un razzo a due stadi. Il 24 febbraio 1949, lanciato da White Sands, lo stadio superiore raggiunse l'altitudine di 399 km ed una velocità di circa 2300 metri al secondo.[3]
- URSS — 1986: spinto da un razzo propulsore Energia, il Polyus non riuscì a raggiungere l'orbita. Questo fu il più pesante oggetto mai lanciato in un volo suborbitale.

## Principali voli suborbitali (con pilota)
| Data (GMT)        | Missione                | Equipaggio                   | Nazione          | Commenti                                                                                   |
| ----------------- | ----------------------- | ---------------------------- | ---------------- | ------------------------------------------------------------------------------------------ |
| 5 maggio 1961     | Mercury-Redstone 3      | Alan Shepard                 | Stati Uniti      | Primo volo guidato suborbitale, primo Americano nello spazio                               |
| 21 luglio 1961    | Mercury-Redstone 4      | Virgil Grissom               | Stati Uniti      |                                                                                            |
| 19 luglio 1963    | X-15 Flight 90          | Joseph A. Walker             | Stati Uniti      | Primo velivolo con ala fissa nello spazio                                                  |
| 22 agosto 1963    | X-15 Flight 91          | Joseph A. Walker             | Stati Uniti      | Prima persona e velivolo a compiere due voli nello spazio                                  |
| 5 aprile 1975     | Soyuz 18a               | Vasilij Lazarev Oleg Makarov | Unione Sovietica | Lancio orbitale fallito. Annullato dopo un malfunzionamento nella separazione dello stadio |
| 24 aprile 2004    | SpaceShipOne flight 15P | Mike Melvill                 | Stati Uniti      | Primo velivolo spaziale commerciale                                                        |
| 29 settembre 2004 | SpaceShipOne flight 16P | Mike Melvill                 | Stati Uniti      | Primo dei due voli che fecero vincere il Premio Ansari X                                   |
| 4 ottobre 2004    | SpaceShipOne flight 17P | Brian Binnie                 | Stati Uniti      | Secondo dei due voli per la vittoria del premio Ansari X                                   |

## Futuro dei voli spaziali suborbitali
Compagnie private come la Rocketplane Limited e la Blue Origin si stanno interessando di voli suborbitali, in parte per competizioni come il Premio Ansari X. La NASA ed altri stanno sperimentando degli aerei ipersonici basati su scramjet che potranno essere tranquillamente usati con profili di volo che si qualificano per essere voli suborbitali.